# کلسی ۶۲۶۰
سیارک ۶۲۶۰ (به انگلیسی: 6260 Kelsey، نامگذاری:1949PN) شش هزار و دویست و شصتمین سیارک کشف شده‌است که در ۲ اوت ۱۹۴۹ و در هایدلبرگ کشف شد.
قدر مطلق سیارک برابر ۱۲٫۰۰ است.